# Kate Sharpley Library
La Kate Sharpley Library est une bibliothèque anarchiste centrée sur l'histoire du mouvement libertaire, particulièrement de langue anglaise.
Fondée à Londres en 1979, elle possède également une antenne à Berkeley aux États-Unis.

## Projet et histoire
La Kate Sharpley Library est fondée, à Brixton, en 1979 dans le but de préserver les archives du mouvement anarchiste anglophone.
Elle tire son nom d'une militante anarchiste et antimilitariste, Kate Sharpley (en), active pendant la Première Guerre mondiale.
La KSL archive plus de 10000 livres, brochures et périodiques en anglais, mais aussi en français, italien et espagnol.
La librairie/bibliothèque est entièrement gérée par des bénévoles.
Elle publie des brochures et des livres sur l'anarchisme et l'histoire de l'anarchisme, notamment avec AK Press, d'auteurs difficilement accessibles tels Abel Paz, Bartolomeo Vanzetti, Albert Meltzer ou Antonio Téllez.
Les publications sont, la plupart du temps, sous licence Creative Commons (CC-BY-NC-ND).